# Babimost
Pour les articles homonymes, voir Babimost.
Babimost (prononciation : [baˈbʲimɔst] ; en allemand : Bomst) est une petite ville située dans le powiat de Zielona Góra dans la voïvodie de Lubusz, en Pologne. Elle est le siège administratif (chef-lieu) de la gmina de Babimost.

## Géographie
La ville se situe dans la région historique de Grande-Pologne, à environ 75 kilomètres à l'ouest de Poznań. Elle s'étend sur 3,62 km2 et comptait 4 263 habitants en 2011.

## Histoire

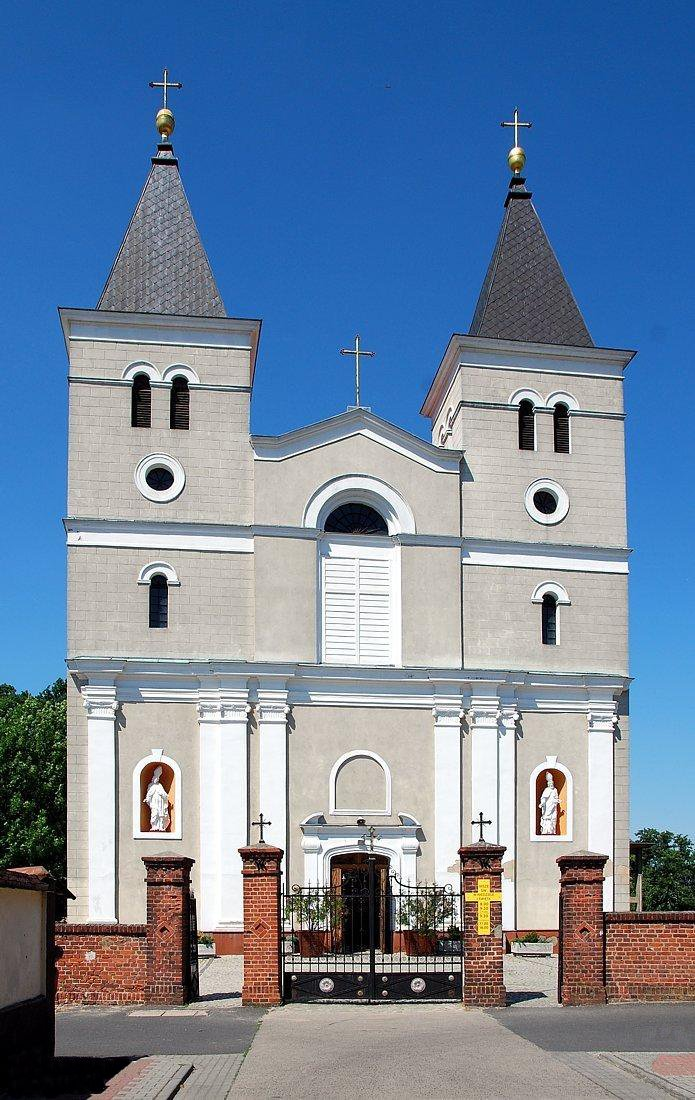
L'église catholique Saint-Laurent.

La colonie surgit vers l'an mil autour d'une forteresse et d'un gué, dans des terrains humides. La première apparition de la ville remonte en 1257 sous le nom allemand de Bomst. À cette époque, la ville était déjà construite sous un modèle urbain. En 1319, le territoire passa sous la domination des margraves de Brandebourg, seigneurs de la Nouvelle-Marche à l'ouest ; en 1329, elle reviendra au duc silésien Henri III de Głogów. C'était Ladislas II Jagellon, roi de Pologne, qui en 1397 concéda à Babimost le privilège urbain selon le droit de Magdebourg.
En 1530, le roi Sigismond Ier le Vieux réaffirme les droits et fit élargir la ville. Le "boom" de la ville  a eu lieu vers le milieu du XVIIe siècle, notamment par l'arrivée de réfugiés protestants originaires de la Silésie. Mais en 1656, pendant la première guerre du Nord, Babimost a été incendiée deux fois par l'armée suédoise. Après le deuxième partage de la Pologne en 1793, la ville s'est retrouvée à l'intérieur des frontières du royaume de Prusse (Prusse-Méridionale).
À l'issue des décisions du congrès de Vienne en 1815, la ville fiaisait partie du grand-duché de Posen puis de la province de Posnanie au sein de la Prusse, incorporée dans le district de Posen. Après la Seconde Guerre mondiale, avec les conséquences de la Conférence de Potsdam et la mise en œuvre de la ligne Oder-Neisse, la ville retourna à la république de Pologne. La population d'origine allemande est expulsée et remplacée par des polonais.
De 1975 à 1998, la ville est attachée administrativement à la voïvodie de Zielona Góra.

Depuis 1999, elle fait partie de la voïvodie de Lubusz.

## Honneurs
La ville a été décorée de :
- - Ordre de la Croix de Grunwald en 1973

## Sites
- Église paroissiale St-Laurent (XVIIIe siècle)
- Hôtel de ville de la première moitié du XIXe siècle.
- Synagogue

## Transport
La ville est desservie par les routes régionales :
- Świebodzin-Babimost-Wolsztyn
- Sulechów-Babimost-Zbąszynek
- vers Kargowa

À 5 kilomètres du centre se trouve l'aéroport Zielona Góra-Babimost, construit dans les années cinquante.
La ligne de chemin de fer Sulechów-Zbąszynek passe à proximité de la ville.

## Sport
- LKS Maple Babimost - Club de football.
- UKS Iskra Babimost - Club étudiant.

## Relations internationales

### Jumelages
La ville a signé des jumelages ou des accords de coopération avec :
- Neuruppin (Allemagne) ;
- Döbern (Allemagne)[2].